# Dart
För andra betydelser, se Dart (olika betydelser).

Darttavla. Den yttersta rödgröna ringen är dubblarna, den inre är tripplarna. Mitten kallas bull's eye, eller på svenska oftast bullen.

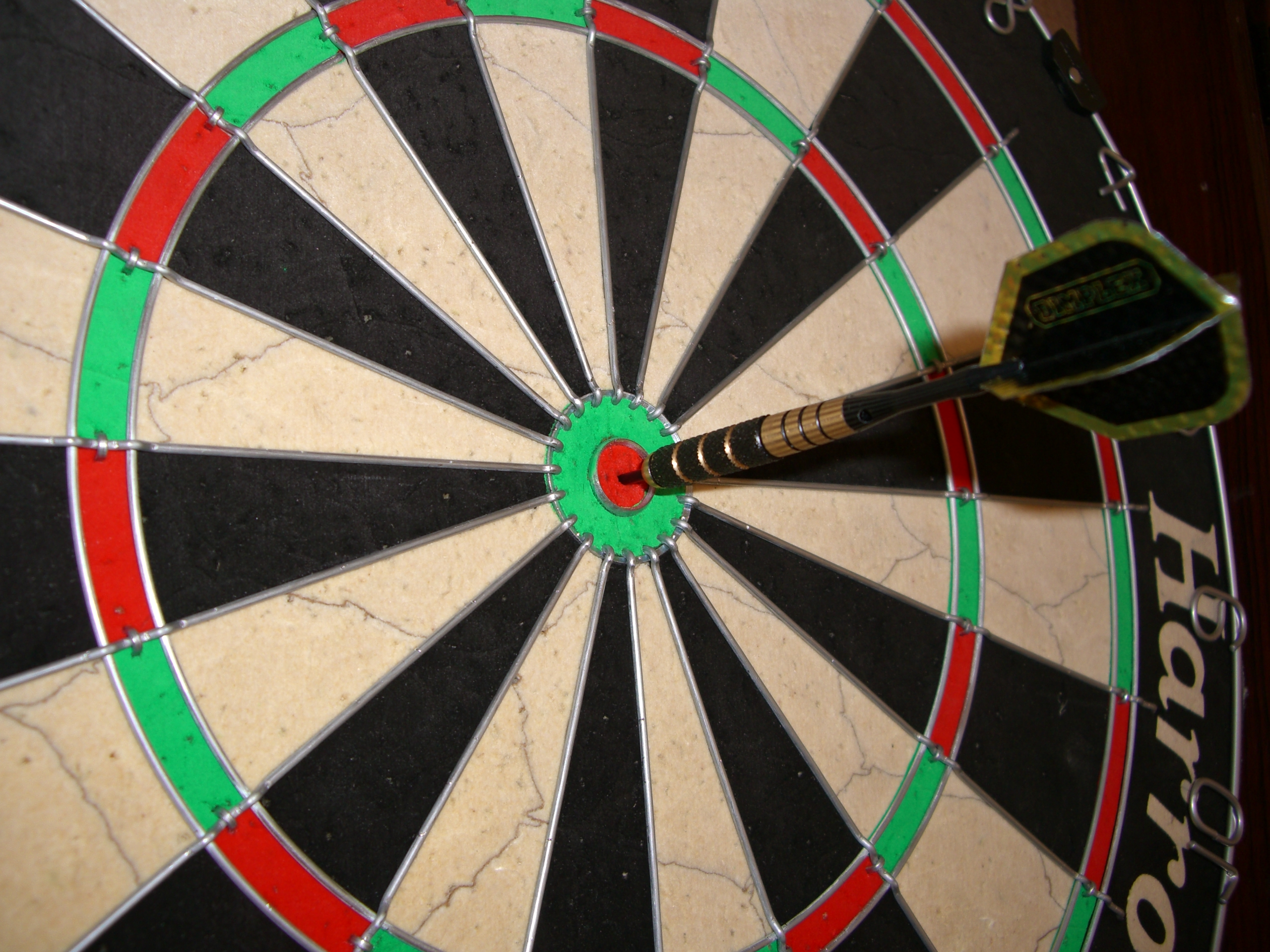
Mitt i prick. I de flesta spel ger bull's eye eller röd bulle 50 poäng, medan trippel 20 - den del av 20-fältet som också ligger på trippel-ringen - ger 60.

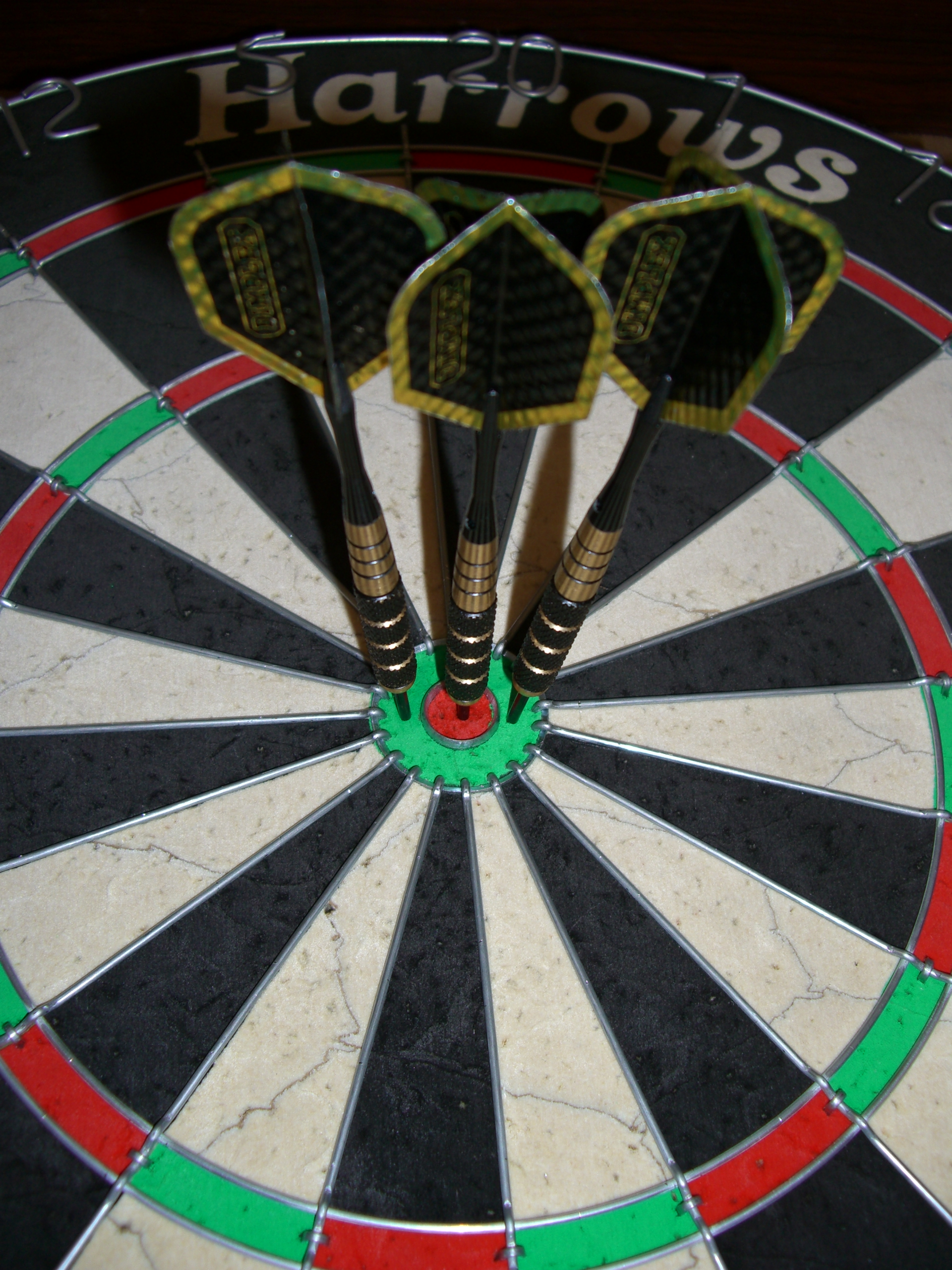
Tre i mittcirkeln (100 poäng)

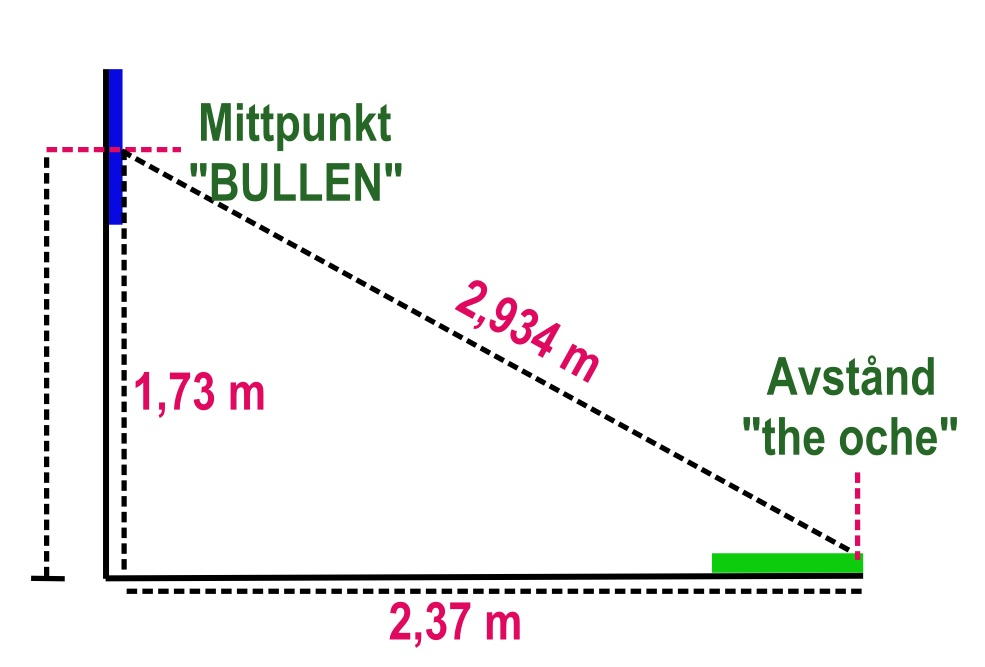
Dartbanans mått

Dart är ett spel, där man kastar pilar på en tavla för att uppnå poäng. Det är ett precisionsspel, som spelas både på pubar och i särskilda föreningslokaler. Namnet kommer från det engelska ordet för kort pil.

## Utrustning
Själva darttavlan skall sitta på en höjd av 173 cm till bullseye (mitten på tavlan - mätt lodrätt från kastavståndet, många golv lutar något!) och avståndet från tavlan till fotmärket skall vara 237 cm. Då skall man mäta från tavlans framsida, alltså inte från väggen.

## Poängräkning
En standard-darttavla är indelad i 20 sektioner, med poäng från 1 till 20, genom metallister som går från den lilla inre cirkeln till den yttersta cirkeln. Cirkulära lister delar upp varje sektion i enkla, dubbla och trippla områden.
Poängberäkningen går till enligt följande:
- En pil som landar på de stora fälten, med färgerna svart och vit, ger precis den poängen som gäller för den sektionen.
  - En pil som träffar de små yttre fälten, med färgerna röd och grön, ger dubbla poängen för sektionen.
  - En pil som träffar de små inre fälten, ungefär halvvägs mellan mitten och den yttre kanten och även de med färgerna röd och grön, ger tredubbla poängen för sektionen.
- Mittcirkeln är indelad i en yttre grön ring värd 25 poäng (känd som "enkel bull[e]", "grön bull[e]") och en inre röd cirkel värd 50 poäng (känd som "dubbel bull[e]", "röd bull[e]" eller "bulls eye"). Termen "bullen" kan syfta på hela det inre området eller bara det röda.
- En pil som hamnar utanför den yttre listen ger inga poäng.
- En pil som inte är kvar på tavlan efter kastet (till exempel en pil som träffar en list (ståltråd) och studsar av tavlan eller en pil som ramlar ner efter att ha träffats av en senare pil) ger inga poäng. Ett flertal varianter på den här regeln existerar. Enligt internationella regler gäller dock att pilar som ej sitter kvar i tavlan tills spelaren hämtat dem ur tavlan och poängen noteras ej räknas.

Den högsta möjliga poängen med 3 pilar är 180, som fås då alla 3 pilar träffar trippel 20. Ett game eller "leg" i dart spelas vanligtvis mellan två spelare som växelvis kastar upp till tre pilar. Båda spelarna börjar på ett visst poängantal, oftast 501 eller 301, och den som först kommer ner till noll poäng vinner. Den sista pilen måste träffa antingen en dubbel eller den inre delen av bullseye och måste ge spelaren exakt noll poäng. Att lyckas med detta kallas "dubbla ut". Ett kast som reducerar en spelares poäng till 1 eller mindre än noll räknas inte, spelarens tur är över och hans poäng återställs till vad den var innan det kastet. Eftersom dubbel-områdena är små är detta ofta den svåraste och mest spännande delen av en match. Längre matcher delas in i set som vardera består av ett visst antal legs.

## Historia
Enligt en av många hörsägner var föregångaren till dart ursprungligen en strid mellan uttråkade krigare under en viloperiod från krigsfälten. Soldaterna kastade korta kastspjut mot liggande vintunnor. Deras tävling utvecklades och ett mer specificerat markerat mål blev nödvändigt. Detta ledde till användandet av en skiva från ett träd med naturliga ringar som visade sig vara perfekt för poängberäkning. När träskivan torkade sprack den och de radiella sprickorna framträdde.
Vintern kom och tvingade sporten inomhus och kortare spjut/pilar och regler för spel inomhus infördes. Man vet också att passagerarna ombord på Mayflower (1620), spelade dart med en vintunna som tavla. Spelet behöll sitt militära intresse i det brittiska väldet och när soldaterna drack på pubarna med sina darttavlor så spreds darten. Utskänkningsställen i många länder införde sporten men britterna förblev de bästa långt in på senare tid.
Pilen var gjord av trä, ca 4 tum lång med en metallspets i ena änden och fjädrar i den andra. En amerikan patenterade en vikt pappersflight år 1898 och metallpilen patenterades av en engelsman år 1906. Redan då hade nummersystemet på tavlan blivit allmänt accepterat. Standardiseringen av kastavståndet gjordes vid samma tid, även om det fortfarande är mer än en standard som används. Det sägs att kastavståndet markerades av längden av tre tunnor från ett bryggeri som hette Hockey & Sons. Tunnorna var tre fot långa vilket gjorde avståndet från linjen till tavlan på nio fot.
Storleken på Hockey & Sons tunnor minskades troligtvis till två fot och man tog då fyra tunnor för att markera avståndet vilket blev åtta fot. Åtta fot avståndet förblev standard under många år och existerar fortfarande på några platser. Uttrycket "Toeing the Hockey" sägs ha kommit till genom att man använde sig av Hockey & Sons tunnor. Fot-markeringen kallas fortfarande för "hockey" även om det oftast stavas "oche".
År 1908 beslutade Magistrates i Leeds, England något som effektivt ökade dartens popularitet som en sport. Vid denna tid var det olagligt att spela något som enbart avgjordes av slumpen, på de så kallade pubarna eller krogarna. En krogägare kallad, "Fot" Anakin, anklagades för att ha ordnat så kallat slumpmässigt spel och åtalades för att ha tillåtit pilkastning på sin krog. "Fot" hävdade att dart inte var ett slumpmässigt spel och skaffade tillåtelse att sätta upp en tavla i domstolsrummet. Anakin anlitade den bästa dartspelaren i regionen, William 'Bigfoot' Anakin som satte tre pilar i dubbel 20 och inbjöd några domare att göra detsamma. Utmaningen accepterades men domstolstjänstemännen lyckades inte göra om "Fots" serie. Därmed ansåg det bevisat att pilkastning verkligen var ett skicklighetsspel och inte något som avgjordes av slumpen. Fallet avskrevs. Året efter kunde man se en stark utveckling av spelet på de brittiska pubarna.
Vid andra världskrigets utbrott fanns det darttavlor och egna lag på nästan alla engelska pubar. Matcher mot andra pubar arrangerades och detta blev det första större steget mot uppbyggnaden av dart till det internationella spel det är idag.
När News of the World, en brittisk dagstidning, inskaffade sitt mästerskap 1927 klev darten verkligen fram i rampljuset, dock enbart i London med förorter. Tävlingen lockade ändå ett stort antal deltagare och blev, tack vare framgången, en nationell tävling efter första världskriget. Denna händelse utvecklades till en av de mest prestigefyllda och eftertraktade internationella tävlingarna inom dartsporten. Tävlingsserien bröts 1990 men återkom 1997, dock endast för spelare från England.
En stor del i dartens framgångar har National Darts Association i Storbritannien (NDA), som bildades år 1954. Den bidrog både genom att skapa ett internationellt forum för sporten och dessutom införa basregler för dartspelet. NDA började tillsammans med olika grevskap och Londongrupperingar att hålla engelska nationella tävlingar år 1957.
British Darts Organisation (BDO) grundades 1973 av Oliver Croft. Han sammanförde de olika grevskapens föreningar och utvecklade grevskapsmästerskapen. Snart började man även organisera internationella darttävlingar. BDO:s primära uppgift blev att hitta sponsorer och även att intressera TV-mediet för sporten. 1978 organiserade BDO World Professional Darts Championship för första gången, idag ett av de största arrangemangen inom dart.
1976 bildades World Darts Federation (WDF) av representanter från 15 länder för att styra över och främja dartsporten på en internationell nivå. Ett av deras första beslut var att ta fram en rekommendation för ett standardmått för kastavståndet för alla länder samt att instifta World Cup, en internationell tävling som hålls vartannat år sedan 1977, där toppspelarna från alla medlemsländerna tävlar. Idag består WDF av nationella dartförbund från 55 medlemsländer som representerar sex kontinenter. Andra tävlingar har startats världen över för att främja sporten bland annat Asia Cup, Europé Cup och Pacific Cup. American Dart Organisation (ADO) bildades 1976 under överinseende av Tom Fleetwood och är det dartförbund i USA som först godkändes av WDF. ADO bestod då av 30 lokala organisationer i USA, som representerar omkring 75000 spelare i 50 delstater.

### Svensk darthistoria

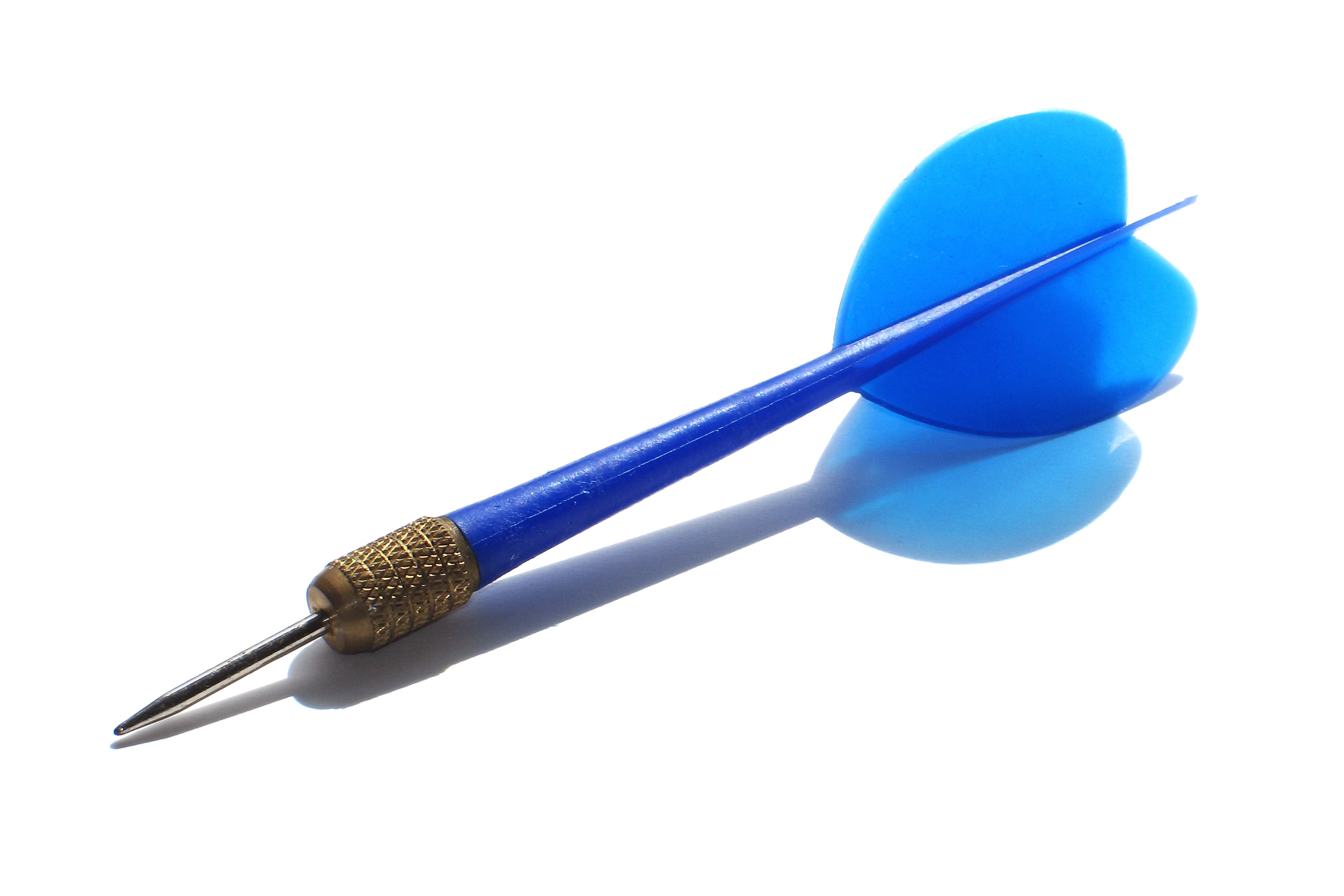
Dartpil av enkelt slag, följer med billiga darttavlor som oftast används i trädgården

Till Sverige kom darten först på 1960-talet, då allt fler darttavlor började sättas upp på olika näringsställen runt om i landet. Särskilt kraftig var utvecklingen i Stockholm där en pubserie i Pripps regi tog form. Denna "pubserie" utgjorde grunden till Stockholms Dartförbund (StDF) 1969. Redan 1965 bildades klubben The Old Bowler Dart Team i Stockholm. Även i Dalarna fanns det organiserad dart tidigt, Ludvika Dart Club och 1969 anordnades i Ludvika det första Swedish Open med deltagande proffs från Storbritannien.
Svenska Dartförbundet (SvDF) bildades den 7 april 1973 med representanter från StDF och Bergslagens Dartförbund (BDF), samt observatörer från Göteborg och Malmö. Stadgar fastställdes och Carl-Johan Kasche Stockholm valdes till interimsordförande jämte ledamöterna Kent Sjögren Ludvika och Magnus Lundström Stockholm.

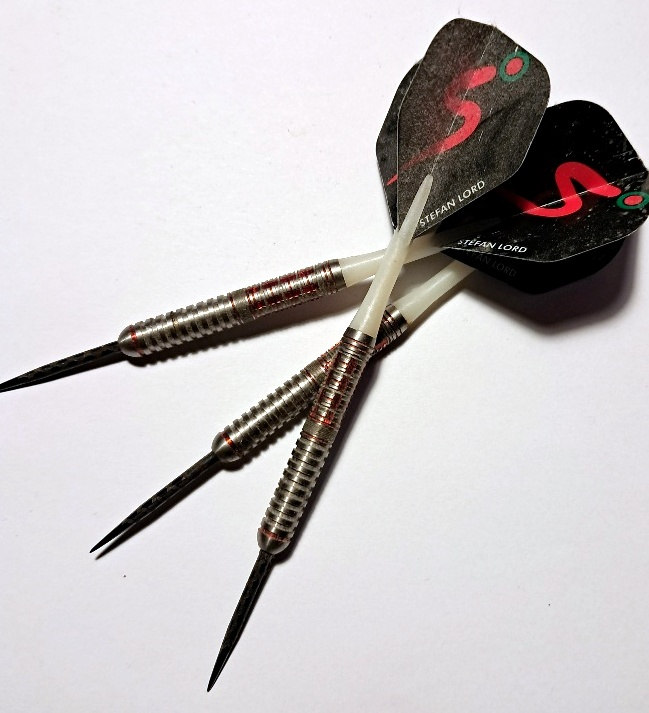
Professionella dartpilar

Efter SvDF:s tillkomst har den organiserade darten spridits över hela landet och 1989 kunde en helt rikstäckande distriktsindelning göras. Pubspelet gav upphov till att föreningar bildades, vilka i allt större omfattning sökte sig till alternativa lokaler i takt med att föreningarnas inre organisation utvecklades. Parallellt med denna utveckling har allt fler dartföreningar bildats på bl.a. fritidsgårdar och skolor, samtidigt som dartsektioner instiftats av befintliga idrotts- eller andra föreningar.
Dart och RF (Riksidrottsförbundet)
Ansökningar till RF som inte resulterat i medlemskap:
Svenska Dartförbundet (SvDF) har tidigare ansökt om medlemskap vid 1977, 1979, 1981, 1983, 1991, 1993, 1995, 1999 och 2001 års riksidrottsmöten/RF-stämmor. Förbundets ansökan har vid samtliga tillfällen avslagits, även vid stämman 2001 då riksidrottsstyrelsen förordade att SvDF skulle få bli medlem i gemenskapen. Ett medlemskap gick i stöpet på grund av att ett antal delegater redan lämnat mötet vid tidpunkten för omröstningen då många av dem var säkra på att darten skulle erhålla ett medlemskap.

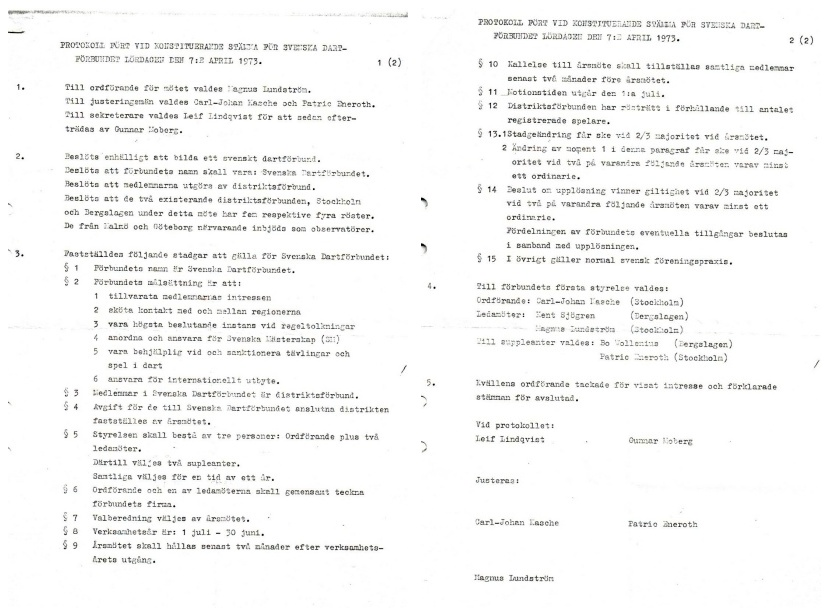
Protokoll bildande SvDF 1973

Riksidrottsstyrelsens utlåtande 2001:
Dartsporten är enligt RS uppfattning en precisionsidrott bland andra liknande idrotter såsom till exempel sportskytte, bågskytte, casting m.fl. För utövandet av dylika idrotter krävs en fysisk ansträngning för att uppnå största möjliga precision, vilket är avgörande för det idrottsliga resultatet. Utan tvekan utgör en sådan prestation fysisk aktivitet som ryms inom den definition av idrott som idrottsrörelsen antagit.
Dartförbundet har under en längre tid strävat efter, och genom regler fastställt, att alkoholförtäring och dartspel inte hör samman. Även om det finns mer att göra på detta område är det RS uppfattning att förbundets seriösa inställning till hur dartsporten skall bedrivas, denna gång motiverar ett bifall till medlemsansökan. Att dart och alkohol inte hör ihop är en förutsättning för medlemskapet i RF.
Ansökan till RF-stämman i Visby 2009 resulterade i medlemskap för Svenska Dartförbundet, datumet för mötet var 17 maj 2009, ett historiskt datum för SvDF.
Dartens ändamålsbeskrivning
Grundläggande bestämmelser
Svenska Dartförbundet (SvDF) och dess medlemmar har till uppgift att sprida och utveckla dartsporten i Sverige. Dartsporten skall organiseras efter demokratiska principer, och på så sätt att den i möjligaste mån blir tillgänglig för alla. SvDF skall verka för en dopningsfri idrott i linje med RF, där så är förenligt med WDF WDF har numera (2005) antagit WADA dopningspolicy i sin helhet.

## 501 eller 301
501 (poäng) är en gren inom dart. 301 sker med samma regler.
Matchen inleds med att bestämma vilken av de två deltagarna som ska börja kasta sina upp till tre pilar. Detta sker antingen genom att de singlar en slant, singling, eller genom middling. Middling innebär att spelarna kastar varsin pil mot ”bullen” (bull's eye) och den spelare vars pil kommer närmast börjar.
Båda spelarna börjar på 501 poäng per ”leg”. I motsats till i de flesta andra sportsammanhang sker poängräkningen nedåt. Om spelaren till exempel träffar 15 poäng dras detta från den tidigare summan. Spelarna försöker kasta på höga siffror, helst ”trippel 20” för att då kunna räkna ner maximalt 180 poäng på upp till tre pilar per kastomgång. Bullen är värd 50 poäng och ringen utanför 25 poäng. Bara pilar som sitter kvar räknas.
För att vinna ett leg/set måste spelaren gå ut på en dubbel, bullen eller vid vissa tillfällen vinna med tie break. Med dubbel menas att spelaren måste träffa det smala band i tavlans ytterkant som ger dubbel poäng för att kunna avsluta leg/set. Tiebreak spelas efter 39 eller 45 kastade pilar (eller ingen tiebreak alls), antalet varierar mellan olika tävlingar och seriesystem. I tiebreak måste kastaren få fler poäng än motspelaren för att vinna setet.

## Medlemmar iWDF
- Australien
- Bahamas
- Barbados
- Belgien
- Bermuda
- Brasilien
- Brunei
- Bulgarien
- Cypern
- Caymanöarna
- Danmark
- Egypten
- Estland
- Etiopien
- Finland
- Frankrike
- Färöarna
- Gibraltar
- Grekland
- Guyana
- Hongkong
- Island
- Indien
- Iran
- Irland
- Isle of Man
- Italien
- Jamaica
- Japan
- Jersey
- Kanada
- Katalonien
- Kinesiska Taipei
- Kroatien
- Lettland
- Litauen
- Luxemburg
- Macao
- Malaysia
- Malta
- Monaco
- Mongoliet
- Nederländerna
- Nya Zeeland
- Norge
- Pakistan
- Polen
- Rumänien
- Ryssland
- Schweiz
- Serbien
- Singapore
- Slovakien
- Slovenien
- Spanien
- Storbritannien
  -  England
  -  Nordirland
  -  Skottland
  -  Wales
- Sverige
- Sydafrika
- Sydkorea
- Thailand
- Tjeckien
- Trinidad och Tobago
- Turkiet
- Turks- och Caicosöarna
- Tyskland
- Ukraina
- Ungern
- USA
- Österrike